# 天童荒太
天童 荒太（てんどう あらた、1960年5月8日-）は、日本の小説家・推理作家。男性。初期は本名の栗田 教行（くりた のりゆき）名義で活動した。代表作に『家族狩り』『永遠の仔』『悼む人』など。

## 来歴・人物
愛媛県松山市出身。
道後温泉の近くで生まれ育つ。
愛媛県立松山北高等学校、明治大学文学部演劇学科卒業。
童話・映画脚本などさまざまな賞に応募し、本名で投稿した「白の家族」が野性時代新人文学賞を受賞｡『ZIPANG』『アジアンビート』など映画の脚本などを手がけた後に、天童荒太名義で小説を書く。ペンネームを変えたのは、「白の家族」で一度新人賞を取った後にミステリーの賞に応募することになり、「（同じ名義で）落ちたらみっともない」と考えたためで、当初はあとで本名に戻すつもりだった。「荒太」の由来は小説の登場人物につけようと考えていた名だが、それには平凡な名字が合わず、また父親が姓名判断の字画にこだわるタイプで、組み合わせ上良い字画の名字が「天童」しかなかったためこの名となった。自分の本来の性格とはかけ離れたイメージの氏名と思いつつも、担当者の勧めや受賞で大々的に発表されたなどもあり以後そのままこの名前で活動を続ける。のちに、本名からペンネームに移行することで書けなかったことが書けるようになったという実感があり、変えて「本当によかった」と述懐している。
代表作にベストセラーとなり、よみうりテレビ制作で連続ドラマ化もされた『永遠の仔』など。『包帯クラブ』は2007年9月に映画公開（堤幸彦監督）、また、『孤独の歌声』は、2007年11月にWOWOWドラマW枠にて内山理名主演で映像化された。
2009年1月、『悼む人』によって第140回直木賞を受賞。
寡作で知られる。また初期作品は文庫化の際に大幅に改稿しており（『永遠の仔』以降は少々の改稿に留めている）、山本周五郎賞を受賞した『家族狩り』は物語の骨組みや結論はそのままだが、登場人物などの設定や性格、途中発生する事件の描写などが大幅に変更されており、まったく別の作品に仕上がっている（このことについては、大ベストセラーとなった『永遠の仔』が強く影響しているらしい）。
インターネットには触れず、携帯電話も所有していないという。

## 受賞・候補歴
太字が受賞したもの
- 1986年 - 「おかしな星ふるらくえんじま」（栗田教行名義）で第3回アンデルセンのメルヘン大賞・優秀賞受賞[5]。
- 1986年 - 『白の家族』（栗田教行名義）で第13回野性時代新人文学賞受賞。
- 1994年 - 『孤独の歌声』で第6回日本推理サスペンス大賞優秀作。
- 1995年 - 『家族狩り』で第9回山本周五郎賞受賞。
- 1999年 - 『永遠の仔』で第121回直木三十五賞候補。
- 2000年 - 『永遠の仔』で第53回日本推理作家協会賞（長編および連作短編集部門）受賞。
- 2000年 - 『あふれた愛』で第124回直木賞候補。
- 2009年 - 『悼む人』で第140回直木賞受賞、愛媛県文化・スポーツ賞受賞、第6回本屋大賞第8位[6]。
- 2013年 - 『歓喜の仔』で第67回毎日出版文化賞（文学・芸術部門）受賞。

## 作品リスト

### 小説
- 『ジパング』（1989年、角川文庫）上・下 - 林海象と共著・栗田教行名義
- 『陽炎』（1991年、カドカワノベルズ） - 栗田教行名義
- 『白の家族』（1992年 角川書店） - 栗田教行名義
- 『孤独の歌声』（1994年 新潮社 / 1997年2月 新潮文庫）
- 『家族狩り』（1995年 新潮社 / 2007年 新潮社）
- 『永遠の仔』（1999年 幻冬舎【上・下】） - 装幀：多田和博
  - 1 再会（2004年10月 幻冬舎文庫）
  - 2 秘密（2004年10月 幻冬舎文庫）
  - 3 告白（2004年10月 幻冬舎文庫）
  - 4 抱擁（2004年11月 幻冬舎文庫）
  - 5 言葉（2004年11月 幻冬舎文庫）
- 『あふれた愛』（2000年11月 集英社 / 2005年5月 集英社文庫）
- 家族狩り 増補改訂版
  - 第1部 幻世の祈り（2004年1月 新潮文庫 / 2004年8月 大活字文庫【全3巻】）
  - 第2部 遭難者の夢（2004年2月 新潮文庫 / 2004年10月 大活字文庫【全3巻】）
  - 第3部 贈られた手（2004年3月 新潮文庫 / 2004年12月 大活字文庫【全3巻】）
  - 第4部 巡礼者たち（2004年4月 新潮文庫 / 2009年4月 大活字文庫【全3巻】）
  - 第5部 まだ遠い光（2004年5月 新潮文庫 / 2009年4月 大活字文庫【全3巻】）
- 『包帯クラブ』（2006年2月 ちくまプリマー新書 / 2013年6月 ちくま文庫）
- 『悼む人』（2008年 文藝春秋 / 2011年3月 大活字文庫【全3巻】 / 2011年5月 文春文庫【上・下】）
- 『静人日記』（2009年 文藝春秋 / 2012年10月 文春文庫）
- 『歓喜の仔』（2012年 幻冬舎【上・下】 / 2015年8月 幻冬舎文庫）
- 『ムーンナイト・ダイバー』（2016年1月 文藝春秋 / 2019年1月 文春文庫）[7]
- 『ペインレス』 （2018年4月 新潮社【上・下】 / 2021年3月 新潮文庫【上・下】）
- 『巡礼の家』 （2019年10月 文藝春秋）
- 『迷子のままで』（2020年5月新潮社）
- 『包帯クラブ　ルック・アット・ミー！』（2022年3月筑摩書房）
- 『ジェンダー・クライム』（2024年1月文藝春秋）
- 『青嵐の旅人　上巻　それぞれの動乱』（2024年10月毎日新聞出版）
- 『青嵐の旅人　下巻　うつろう朝敵』（2024年10月毎日新聞出版）
- 『昭和（レトロ）探偵物語　平和村殺人事件』（2025年6月角川春樹事務所）

### エッセイ
- 『だから人間は滅びない』（2015年11月 幻冬舎新書）
- 『君たちが生き延びるために　ー高校生との22の対話ー』（2022年12月ちくまプリマー新書）

### 画文集
- 『あなたが想う本』（2000年6月 講談社） - 画：舟越桂

### 絵本
- 『どーしたどーした』（2014年1月 集英社） - 絵：荒井良二

### 童話
- アンデルセンのメルヘン文庫 第3集（1986年、タカキベーカリー） - 同社主催「アンデルセンのメルヘン大賞」受賞作のアンソロジー。栗田教行名義の「おかしな星ふるらくえんじま」を収録。

### 共著
- 『少年とアフリカ 音楽と物語、いのちと暴力をめぐる対話』（2001年2月 文藝春秋 / 2004年4月 文春文庫） - 対談集：坂本龍一共著
- ミステリーの書き方（2015年10月 幻冬舎文庫） - 日本推理作家協会編著

## 映像化作品

### テレビドラマ
- 孤独の歌声（1994年3月29日、日本テレビ系「火曜サスペンス劇場」、主演：斉藤由貴）
- 永遠の仔（2000年4月10日 - 6月26日、読売テレビ制作・日本テレビ系、主演：中谷美紀・渡部篤郎）
- 孤独の歌声（2007年11月11日、WOWOW「ドラマW」、主演：内山理名）
- 家族狩り（2014年7月4日 - 9月5日、TBS系「金曜ドラマ」、主演：松雪泰子）

### 映画
- 陽炎（1991年2月9日公開、配給：松竹、監督：五社英雄、主演：樋口可南子・仲代達矢）
- 包帯クラブ（2007年9月15日公開、配給：東映、監督：堤幸彦、主演：柳楽優弥）
- 悼む人（2015年2月14日公開、配給：東映、監督：堤幸彦、主演：高良健吾）

### 映画脚本・原作（栗田教行名義）
- ZIPANG（1990年、脚本・原作、監督：林海象）
- 陽炎（1991年、原作、監督：五社英雄）
- アジアン・ビート 日本編 アイ・ラブ・ニッポン（1991年、原案、監督：天願大介）
- アジアン・ビート シンガポール編 ラブ・フロム・テマセク（1991年、脚本、監督：ロー・ベン・リー）

### 演劇
・READING  THEATER「エイジアン・ボーイ」（1992年7月　作・演出　栗田教行　名義）
・READING  THEATER「エイジアン・ボーイ」（1993年4月　作・演出　栗田教行　名義）
・PARCO STAGE「悼む人」（2012年10月～12月　演出：堤幸彦、主演　向井理　小西真奈美）